# Individuelle Schädelrekonstruktionen aus Titan
Individuelle Schädelrekonstruktionen aus Titan sind bei Traumata, Tumoren, Knochenerkrankungen sowie angeborenen Fehlbildungen Lösungen zur Versorgung von Schädeldefekten.
Die häufigsten Ursachen für Verluste am Schädelknochen (Kalotte) entstehen unzweifelhaft durch Verletzungen (Bruch oder Zertrümmerung) bei Sturz oder anderen Gewalteinwirkungen (Trauma). Mehr oder minder groß verbleiben oft Defekte der knöchernern Strukturen, die dazu führen, dass auch nach einer Abheilung der Weichgewebe die bedeckende Kopfhaut auf der darunter liegenden Hirnhaut (Dura mater) liegt und mit dieser verwächst.
Aber auch eine bewusste, chirurgische Entfernung (Kraniektomie) von Teilen des Schädelknochens wird notwendig, wenn nach einer Gewalteinwirkung oder auch durch Blutungen im Gehirn (Schlaganfall) dieses anschwillt und der Hirndruck ansteigt. Unter bestimmten Umständen werden dann Teile des Schädelknochens vom Chirurgen entnommen, damit sich das Hirn ausdehnen kann.
Besondere Bedeutung kommt klinisch aber auch stattgehabten Implantat- oder Replantatverlusten nach Kraniektomie zu.
Als optimaler Knochenersatz haben sich anatomisch formgetreu angefertigte Titan-Implantate bewährt. Diese sichern die anatomische Lagerung des Gehirns und schützen vor weiteren Verletzungen. Vor der Operation wird auf der Basis von computertomographischen Daten in Virtual Reality die Rekonstruktion des Defektes geplant. Klinisch erfolgreich und bereits etabliert ist die Herstellung individueller Implantate aus Titan bei großen knöchernen Defekten im Bereich der Schädeldecke. Basierend auf Röntgenschichtaufnahmen (Computertomographie, CT) eines Patienten ist es möglich, für den knöchernen Defekt mittels Computer Aided Design (CAD) im Computer ein passgenaues Titanimplantat zu konstruieren. Die Daten zur Herstellung dieses Implantats werden dann an eine computergesteuerte Fräsmaschine übermittelt. Das computer-aided manufacturing (CAM) erlaubt dabei eine hochpräzise Herstellung des Implantats, das aus einem Block aus Reintitan gewonnen wird.